# 1925年英格蘭足總盃決賽
1925年英格蘭足總盃決賽（The 1925 FA Cup final）是一場由錫菲聯對陣卡迪夫城的足球比賽，於1925年4月25日在倫敦的溫布萊球場舉行。這場決賽是英格蘭足球主要盃賽競賽——由英格蘭足球總會（The Football Association）舉辦的足總挑戰盃（FA Cup）的焦點賽事。錫菲聯憑藉一個入球贏得了比賽。
兩隊均從第一圈開始參賽，經歷五個階段晉級決賽。錫菲聯在晉級決賽的過程中僅失兩球，均來自第二圈以3-2戰勝同市宿敵錫周三的比賽。卡迪夫城在決賽前同樣失掉兩球，分別在第四圈和準決賽。他們在第一圈艱難地對陣北區丙組聯賽球隊達寧頓，需要經過兩場重賽才得以晉級。這是足總盃決賽歷史上第二次有非英格蘭球隊闖入決賽。第一次是蘇格蘭球隊昆士柏，他們參加了1885年的決賽。這也是首次有威爾斯球隊晉級該項賽事的決賽。
近92,000名觀眾入場觀看了這場決賽。比賽的唯一入球由錫菲聯的費特·坦斯托爾（Fred Tunstall）在第30分鐘攻入，他在卡迪夫城禁區邊緣從哈利·域克（Harry Wake）腳下斷球，隨後射門越過門將湯·法卡臣（Tom Farquharson）。卡迪夫城未能扳平比分，比賽最終以1-0結束，錫菲聯第四次奪得足總盃冠軍。這場比賽至今仍是錫菲聯最後一次贏得該項賽事錦標。卡迪夫城在兩年後的1927年決賽再次回到溫布萊，並首次捧起了獎盃。

## 晉級決賽之路
足總盃是英格蘭足球的主要盃賽賽事，由英格蘭足球總會（FA）主辦。 如果比賽以平局結束，則需進行重賽，通常在首場比賽抽籤為客場的球隊主場進行。 雖然該賽事主要包含來自英格蘭的球隊，但自1876年起，威爾斯球隊也被允許參賽。 在1920年代初曾有提案禁止威爾斯球會參加足總盃。雖然此提案被否決，但允許參賽的威爾斯球隊數量被限制為14隊，且最終選擇權在足總手中。卡迪夫城於1920年加入足球聯賽，並迅速成為聯賽中的頂尖球會之一。

### 錫菲聯
| 圈次   | 對手         | 比分 |
| ------ | ------------ | ---- |
| 第1圈  | 科林斯人 (h) | 5–0  |
| 第2圈  | 錫周三 (h)   | 3–2  |
| 第3圈  | 愛華頓 (h)   | 1–0  |
| 第4圈  | 西布朗 (h)   | 2–0  |
| 準決賽 | 修咸頓 (n)   | 2–0  |

憑藉哈利·莊臣（Harry Johnson）的四個入球和湯美·保爾（Tommy Boyle）的一個入球，甲組聯賽球隊錫菲聯在1924–25年英格蘭足總盃第一圈比賽中，於巴拉摩徑球場主場38,167名觀眾面前，以5-0擊敗業餘球隊科林斯人。 這使得他們在第二圈遇上了同市宿敵錫周三，比賽前下起了傾盆大雨。 儘管如此，兩隊從一開始就展開攻勢，錫周三在開場十分鐘內取得兩球領先，這也是錫菲聯晉級決賽途中僅有的失球。 錫菲聯隨後振作起來，在錯失數次機會後，憑藉湯美·森比（Tommy Sampy）和佐治·格連（George Green）的入球在上半場結束前扳平比分。下半場初段森比再入一球，助錫菲聯以3-2獲勝。
錫菲聯在第三圈再次獲得主場之利，費特·坦斯托爾（Fred Tunstall）的唯一入球足以讓他們戰勝愛華頓，當時巴拉摩徑球場的入場人數達到創紀錄的51,745人。 這個紀錄在第四圈被打破，57,197名觀眾見證了坦斯托爾和莊臣的入球，助錫菲聯主場2-0擊敗西布朗。
錫菲聯的下一場比賽移師至中立場地——倫敦的史丹福橋球場，對陣乙組聯賽球隊修咸頓。這是錫菲聯第七次參加該賽事的準決賽（也是他們總共第100場盃賽），近70,000名球迷觀看了這場比賽。 上半場末段的一個烏龍球讓錫菲聯取得領先。下半場，修咸頓有機會扳平比分，當時哈利·潘特林（Harry Pantling）在禁區內侵犯了比爾·羅林斯（Bill Rawlings）。由此獲得的十二碼由湯·柏加（Tom Parker）主罰，但他的射門被查理斯·薩克利夫（Charles Sutcliffe）撲出。 這個十二碼是修咸頓在比賽中唯一的主要機會，他們很少威脅到對手的防線。射失十二碼後不久，錫菲聯由坦斯托爾再入一球，他突破防線將比分改寫為2-0，確保了球隊晉級決賽的席位。

### 卡迪夫城
| 圈次   | 對手           | 比分 |
| ------ | -------------- | ---- |
| 第1圈  | 達寧頓 (h)     | 0–0  |
| 第1圈  | 達寧頓 (a)     | 0–0  |
| 第1圈  | 達寧頓 (n)     | 2–0  |
| 第2圈  | 富咸 (h)       | 1–0  |
| 第3圈  | 諾士郡 (a)     | 2–0  |
| 第4圈  | 李斯特城 (h)   | 2–1  |
| 準決賽 | 布力般流浪 (n) | 3–1  |

同樣來自甲組聯賽的卡迪夫城，作為奪冠熱門之一進入足總盃賽事，與阿士東維拉和衛冕甲組聯賽冠軍哈特斯菲爾德齊名。 在盃賽第一圈，他們抽籤對陣北區丙組聯賽領頭羊達寧頓。首場在卡迪夫主場尼尼安公園球場的比賽以0-0互交白卷告終，糟糕的場地狀況被認為是比賽缺乏精彩場面原因。在達寧頓的菲咸斯球場進行的重賽吸引了該球會創紀錄的超過18,000名觀眾入場，但再次以0-0戰平。 第三場比賽安排在中立場地利物浦的晏菲路球場進行，卡迪夫城終於在超過22,000名觀眾面前戰勝了來自較低級別聯賽的對手。 下半場倫·戴維斯（Len Davies）和威利·戴維斯（Willie Davies）的入球確保了2-0的勝利，並為他們鎖定了主場對陣富咸的第二圈席位。 卡迪夫城的第二圈比賽在大雨中進行，導致比賽一度暫停十分鐘。 倫·戴維斯在上半場末段的入球足以讓卡迪夫城以1-0獲勝。
卡迪夫城在第三圈作客美度徑球場對陣諾士郡，他們憑藉祖·尼高臣（Joe Nicholson）（頂替受傷的倫·戴維斯正選上陣） 和占美·基爾（Jimmy Gill）的入球以2-0獲勝。 基爾的入球獲得了高度評價，卡迪夫城的隨隊記者寫道：「基爾的入球是史上最精彩的技藝展示……他擺脫了一個又一個對手，他們像獵犬一樣追趕他，當他把球送入網窩時，他沒有給艾伯特·艾林蒙加（Albert Iremonger）任何機會。」
卡迪夫城在第四圈主場迎戰李斯特城，上半場互無紀錄後，哈利·比爾斯（Harry Beadles）為卡迪夫城首開紀錄，但莊尼·鄧肯（Johnny Duncan）隨即扳平比分。在最後一分鐘，威利·戴維斯直接憑角球破門，助卡迪夫城以2-1晉級。 這是英格蘭足球史上首次實施允許球員直接通過角球得分的新規則的賽季。戴維斯入球後被球迷們團團圍住，但場內其他觀眾仍感困惑，戴維斯和隊友占美·布理亞（Jimmy Blair）不得不在賽後從更衣室回到場上，向觀眾確認卡迪夫城已經贏得了這場比賽。
準決賽中，卡迪夫城回到美度徑球場作為中立場地，對陣五屆冠軍布力般流浪，後者當時正第十二次參加準決賽。 由於兩隊當時在甲組聯賽積分榜上的排名相近，賽前預計將會是一場勢均力敵的比賽，但尼高臣、基爾和威利·戴維斯的早期入球讓卡迪夫城在上半場以3-0領先。 約翰·麥基（John McKay）在下半場為布力般流浪以頭槌扳回一球，但比賽最終以3-1卡迪夫城獲勝告終。 憑藉這場勝利，卡迪夫城成為第一支晉級足總盃決賽的威爾斯球隊。

## 比賽

### 賽前
賽前，全國媒體的焦點大多集中在足總盃首次可能由非英格蘭球隊奪冠這一話題上。 在此之前，唯一晉級決賽的非英格蘭球隊是蘇格蘭的昆士柏，他們在1885年決賽中以0-2負於布力般流浪。 在1925年決賽之前，卡迪夫城在足總盃的最佳成績是1920–21賽季的準決賽。 錫菲聯則是第五次參加決賽：他們曾在1899年、1902年和1915年奪冠，並在1901年決賽中落敗。 卡迪夫城進入決賽時在甲組聯賽排名第13位，比錫菲聯高出兩分；但在兩隊本賽季的兩次聯賽交鋒中，錫菲聯佔優，他們先在尼尼安公園球場1-1戰平，隨後在第二回合以1-0獲勝。
《泰晤士報》在賽前報導中指出，卡迪夫城的優勢在於球隊的防守能力，並提到球隊依賴「防線的穩固性」。費特·基諾（Fred Keenor）尤其被形容為在晉級決賽的每場比賽中都「主宰了賽事」，而其他後衛比利·哈迪（Billy Hardy）、占美·布理亞和占美·尼爾遜（Jimmy Nelson）以及門將湯·法卡臣（Tom Farquharson）也被認為是球隊成功的關鍵人物。卡迪夫城的前鋒線則被認為是兩隊中較弱的一環。主要由於其身體對抗能力，從中場轉型為前鋒的祖·尼高臣預計將會頂替傷癒復出的頭號射手倫·戴維斯正選上陣。 尼高臣在卡迪夫城準決賽戰勝布力般流浪後曾一度出戰成疑。當時他試圖擺脫場外興奮的球迷時，爬上了一輛的士的帆布車頂，結果摔穿車頂導致膝蓋割傷。 儘管如此，卡迪夫城仍被視為賽前的輕微熱門。
相比之下，《泰晤士報》認為錫菲聯的優勢在於前鋒線，特別是內鋒組合——隊長比利·基利士比（Billy Gillespie）和費特·坦斯托爾。球隊的防線則被視為相對較弱；《泰晤士報》預測這場比賽對門將薩克利夫來說可能「變成一場嚴峻考驗」， 他的兄弟約翰·威利·薩克利夫（John Willie Sutcliffe）曾在1894年英格蘭足總盃決賽中為保頓擔任門將並落敗。 錫菲聯的保爾和哈利·莊臣都是首次參加足總盃決賽。他們的父親，彼得·保爾（Peter Boyle）和老哈利·莊臣（Harry Johnson Sr），都曾在1902年隨錫菲聯贏得足總盃冠軍。 在第二圈攻入兩球的森比被棄用，取而代之的是保爾，以增加前鋒線的身體對抗能力。 《每日快報》形容錫菲聯隊是「優秀的盃賽鬥士，擁有一支實用而非華麗的球隊」。
1925年的決賽於4月25日舉行，是該項賽事的第50屆決賽。 儘管溫布萊球場可容納92,000人，但最初只分配給每隊1,750張門票，不過在卡迪夫城提出申訴後，足總將數量增加到4,000張。 據估計，約有40,000名卡迪夫城球迷通過公開發售購得比賽門票。 其中超過一半的球迷乘坐由大西部鐵路安排的34班列車，從前一天晚上9:30開始由卡迪夫前往倫敦，最後一班列車在比賽當天凌晨1:30出發。 另外還有15班列車從伯明翰和伍爾弗漢普頓地區開出，5班從錫菲爾德地區開出。
賽前，兩隊球員由英格蘭足球總會主席查理斯·克萊格（Charles Clegg）引薦給約克公爵和公爵夫人。 公爵和公爵夫人在皇家包廂觀看比賽，陪同的有足總成員。前首相拉姆齊·麥克唐納坐在皇家包廂後面，並在中場休息時接受邀請，與他的同伴一同移至公爵和公爵夫人旁邊的座位。 愛爾蘭衛隊和英國皇家空軍的樂隊在賽前演奏了國歌，並在中場休息時演奏了《希望與光榮的土地》等歌曲。本場比賽的球證是來自諾定咸郡足球總會的G. N. 屈臣（G. N. Watson），旁證分別是來自打比郡足球總會的A. H. 京士各（A. H. Kingscott）和來自李斯特郡與拉特蘭郡足球總會的R. T. 巴特肖（R. T. Bradshaw）。 如果比賽戰平，重賽已安排於4月29日在曼徹斯特的奧脫福球場舉行。

### 賽事概要
比賽於下午3時開球，開局節奏明快，《泰晤士報》稱開場20分鐘是全日最精彩的足球時刻。 卡迪夫城的哈迪後來提到他和隊友們在比賽開始時有多緊張，形容球隊「像小貓一樣發抖」。 錫菲聯的前鋒組合基利士比和坦斯托爾早段對卡迪夫城防線構成威脅，開場大部分時間都在這支威爾斯球隊的半場進行。 莊臣幾乎為錫菲聯首開紀錄，他在對方禁區內無人看管下接到大衛·美沙（David Mercer）的傳中球，但他未能立即控好皮球，讓布理亞得以靠近並封堵了他的射門。 卡迪夫城上半場的最佳機會落在尼高臣腳下，他在對方禁區邊緣接到球。儘管有空間可以帶球推進，尼高臣選擇了提早射門，但皮球遠遠高出門楣。 尼高臣在對方禁區邊緣給錫菲聯防線製造麻煩，導致歐内斯特·米爾頓（Ernest Milton）對威利·戴維斯犯規，但隨後的自由球機會被浪費。 卡迪夫城在上半場機會寥寥；《德文郡與雅息特公報》形容卡迪夫城「傳球過於橫向，導致速度減慢」。
比賽進行到第30分鐘，基利士比的傳球在卡迪夫城禁區邊緣被哈利·域克（Harry Wake）攔截。域克沒有選擇解圍，反而控球猶豫，被坦斯托爾搶斷，後者隨即推進面對卡迪夫城門將法卡臣，在8碼（7.3）處攻入了比賽的開紀錄入球。 不久後，坦斯托爾幾乎再次單刀面對球門，但很快被卡迪夫城防線封堵。 《星期日人民報》指出，如果只看上半場，這場比賽「本可作為史上最佳決賽之一載入史冊」， 而《快報》則寫道，上半場「絕非毫無色彩，但也不算精彩紛呈」。
下半場開場數分鐘，卡迪夫城表現更為主動，但未能把握住短暫的優勢。他們在初段最有威脅的一次進攻因哈利·比爾斯被判越位而告終。 下半場的最佳機會屬於錫菲聯，他們的前鋒線「幾乎暢通無阻」地推進到卡迪夫城門前。 當皮球橫傳至卡迪夫城禁區時，三名錫菲聯球員都未能準確踢中皮球，錯失了擴大比分的機會。 由於哈迪明顯受傷，難以跟上比賽節奏，卡迪夫城控制比賽的嘗試受到限制。 下半場進行到15分鐘時，莊臣向卡迪夫城球門送出一記勁射，被尼爾遜擋出。 《星期日鏡報》形容下半場的兩隊「努力拼搏，但似乎缺乏明確的目標」。
比賽最後幾分鐘，卡迪夫城拼命壓上爭取扳平入球。球隊的一次推進導致禁區內一片混亂，三次射門均被錫菲聯後衛擋出，最後基爾的射門「軟弱無力且偏離目標」。 卡迪夫城的猛攻也為錫菲聯提供了反擊機會；一次因莊臣被侵犯而獲得的自由球機會被浪費，而保爾在終場哨聲吹響前迫使法卡臣做出一次撲救。

### 詳細賽情
| 1925年4月25日 下午3時 BST |

| 錫菲聯       | 1–0 | 卡迪夫城 |
| ------------ | --- | -------- |
| 坦斯托爾 30' |     |          |

| 溫布萊球場, 倫敦 觀眾人數：91,763 ：G. N. 屈臣 (諾定咸郡) |

| 錫菲聯 | 卡迪夫城 |

|             |  |                      |  |
|             |  |                      |  |
| GK          |  | 查理斯·薩克利夫      |  |
| DF          |  | 比利·曲克            |  |
| DF          |  | 歐内斯特·米爾頓      |  |
| HB          |  | 哈利·潘特林          |  |
| HB          |  | 塞思·金              |  |
| HB          |  | 佐治·格連            |  |
| FW          |  | 大衛·美沙            |  |
| FW          |  | 湯美·保爾            |  |
| FW          |  | 哈利·莊臣            |  |
| FW          |  | 比利·基利士比 (隊長) |  |
| FW          |  | 費特·坦斯托爾        |  |
| 領隊:       |  |                      |  |
| 約翰·尼高臣 |  |                      |  |

|             |  |                  |  |
|             |  |                  |  |
| GK          |  | 湯·法卡臣        |  |
| DF          |  | 占美·尼爾遜      |  |
| DF          |  | 占美·布理亞      |  |
| HB          |  | 哈利·域克        |  |
| HB          |  | 費特·基諾 (隊長) |  |
| HB          |  | 比利·哈迪        |  |
| FW          |  | 威利·戴維斯      |  |
| FW          |  | 占美·基爾        |  |
| FW          |  | 祖·尼高臣        |  |
| FW          |  | 哈利·比爾斯      |  |
| FW          |  | 積·伊雲斯        |  |
| 領隊:       |  |                  |  |
| 費特·史超活 |  |                  |  |

| 執法團隊: - 助理裁判: - A. H. 京士各 (打比郡) - R. T. 巴特肖 (李斯特郡與拉特蘭郡) | 比賽規則: - 90分鐘 - 若完場時打和則需重賽。 |

## 賽後

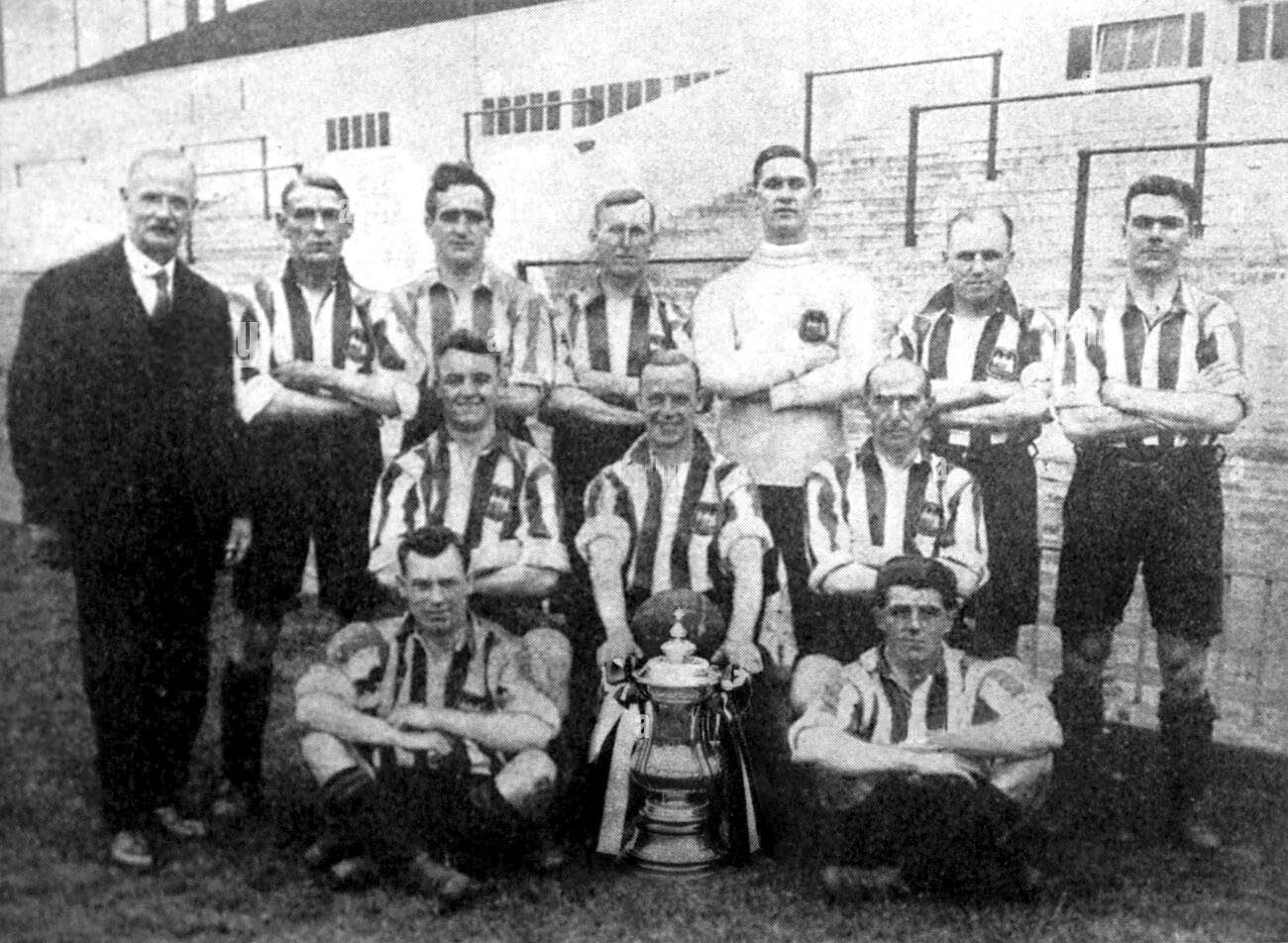
錫菲聯，獲勝方，與足總盃獎盃合影

比賽結束時，錫菲聯球迷湧入場內，入球功臣坦斯托爾被觀眾抬在肩上慶祝。 球隊在皇家包廂接受約克公爵和公爵夫人頒發的冠軍獎牌，獎盃則由錫菲聯隊長基利士比接過。 他在接過獎盃時形容自己是「全英國最快樂的人」。 兩隊離場後，卡迪夫市長W. H. 佩西布里奇（W. H. Pethybridge）前往錫菲聯更衣室表示祝賀。 錫菲聯在倫敦逗留了兩天，然後前往利物浦與愛華頓進行比賽。球隊於4月28日返回錫菲爾德， 受到數千名群眾的迎接，隨後被車輛載往錫菲爾德市政廳，他們在市政廳的陽台上展示了獎盃。 自1925年以來，錫菲聯僅再有一次晉級足總盃決賽，即在1936年負於阿仙奴。
儘管落敗，卡迪夫城的部分球員仍被球隊支持者抬在肩上離場。 卡迪夫城後衛占美·尼爾遜將比賽用球帶回家，後來為卡迪夫的魯克伍德醫院籌款而拍賣。 決賽的影片在比賽結束後立即空運至卡迪夫，並在決賽當晚放映。 卡迪夫城隊在決賽後於倫敦逗留了兩天，於4月27日返回家鄉。儘管落敗，球隊仍受到大批群眾的熱烈歡迎，並在當晚與市長佩西布里奇共進晚餐。
因失誤導致比賽唯一失球的域克在賽後受到了相當多的批評。 《人民報》評論說，這一個失誤抹殺了他本人許多優異的表現， 而《南威爾斯回聲報》則用了標題「Wake not Awake」（域克未醒）。 他的隊友基諾在賽後採訪中為域克開脫，表示「任何指責都應由包括我在內的其他後防球員承擔。應該有人對坦斯托爾的首次逼近發出警告。域克不可能意識到這一點」。 基諾在決賽後仍然充滿信心，自信地預測「總有一天，我們的支持者可以肯定卡迪夫城會將那座獎盃帶回威爾斯。」 他的預言在兩年後實現，當時他作為隊長帶領卡迪夫城在1927年英格蘭足總盃決賽中獲勝，成為截至2020年11月唯一贏得該項賽事的非英格蘭球隊。 域克也是晉級1927年決賽的球隊成員之一，但因在決賽前兩週的一場聯賽中腎臟受損而錯過了比賽。